# Lennie Kristensen
Lennie Lange Kristensen (ur. 16 maja 1968 w Silkeborgu) – duński kolarz górski i szosowy, złoty medalista mistrzostw Europy MTB.

## Kariera
Największy sukces w karierze Lennie Kristensen osiągnął w 1997 roku, kiedy podczas mistrzostw Europy w kolarstwie górskim w Silkeborgu zdobył złoty medal. W zawodach tych wyprzedził bezpośrednio Włocha Lucę Bramatiego oraz Szwajcara Beata Wabela. Dwukrotnie stawał na podium zawodów Pucharu Świata, ale nie odniósł zwycięstwa. Na rozgrywanych w 1996 roku mistrzostwach świata MTB w Cairns zajął dziewiąte miejsce w cross-country, a na rozgrywanych dwa lata później mistrzostwach świata MTB w Mont-Sainte-Anne był piąty. W 1996 roku wziął także udział w igrzyskach olimpijskich w Atlancie, gdzie rywalizację w cross-country zakończył na siódmej pozycji. Kristensen startował także w wyścigach szosowych. Jego największymi sukcesami były zwycięstwo w kryterium w Charlottenlund oraz etapowe wygrane w malezyjskim Tour de Langkawi (pierwszy etap w 1999 roku) oraz francuskim Tour de Normandie (czwarty etap w 2000 roku).